# Жемалетдінов Рифат Маратович
Рифат Маратович Жемалетдінов (рос. Рифат Маратович Жемалетдинов, нар. 20 вересня 1996, Москва) — російський футболіст, нападник московського ЦСКА.

## Клубна кар'єра
Народився 20 вересня 1996 року в місті Москва. Вихованець футбольної школи клубу «Локомотив» (Москва), першим тренером форварда був Віктор Федорович Артюхов. В основному складі «залізничників» Жемалетдінов дебютував на зимовому зборі команди в Португалії 7 лютого 2016 року, вийшовши на поле в матчі за третє місце в турнірі Atlantic Cup. У цьому матчі «Локомотив» поступився данському «Орхусу» 1:2, а єдиний гол команди був забитий Олексієм Міранчуком з пенальті, призначеного за фол на Жемалетдінові.

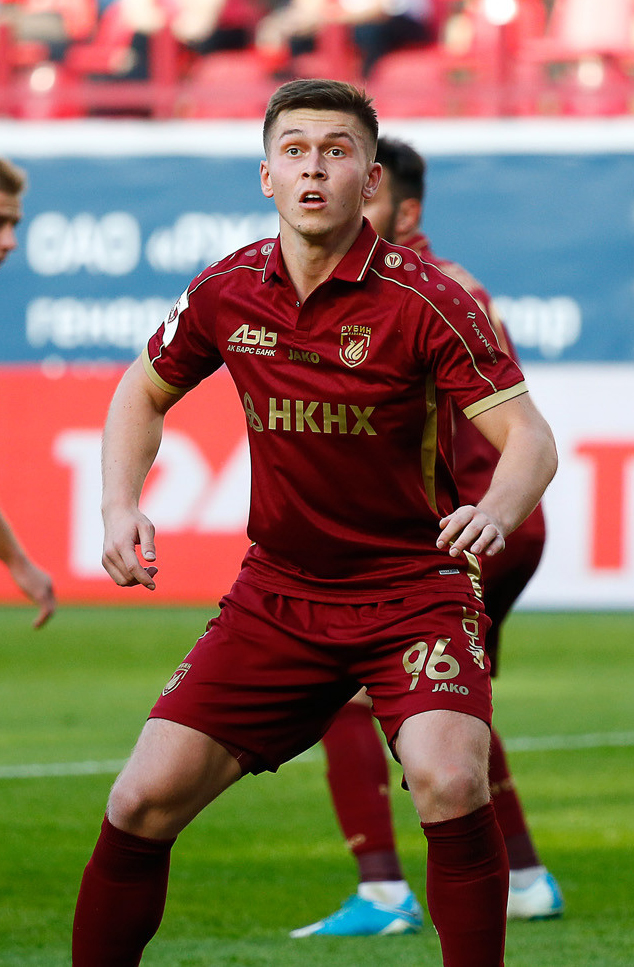
Рифат Жемалетдінов під час виступів за «Рубін». 2017 рік.

Дебютував за «Локомотив» в офіційному матчі в лютому 2016 року у матчі-відповіді 1/16 фіналу Ліги Європи з турецьким «Фенербахче». Матч завершився внічию 1:1 і «Локомотив» не зміг вийти в наступну стадію турніру, а Жемалетдінов вийшов на поле на 81-й хвилині матчу за рахунку 1:0 на користь «Локомотива», замінивши Алана Касаєва, і вже на наступній хвилині отримав жовту картку. У Прем'єр-лізі дебютував 30 квітня 2016 року в матчі 26 туру проти «Спартака», замінивши на 76 хвилині Алана Касаєва. У 28 турі в матчі проти «Кубані» вперше розпочав зустріч в основному складі. 21 травня 2016 року забив перший гол у РФПЛ в матчі 30-го туру проти «Мордовії». У цьому матчі Рифат оформив дубль, а команда виграла з рахунком 3:0. Всього у другій половині сезону 2015/16 Жемалетдінов взяв участь у 5 матчах чемпіонату і забив 2 голи, так і не ставши основним гравцем «залізничників».
4 липня 2016 року підписав контракт з казанським «Рубіном». Відіграв за казанську команду наступні два сезони своєї ігрової кар'єри.
24 червня 2018 року повернувся до «Локомотива» і став наступного року з командою володарем Кубка та Суперкубка Росії. Станом на 23 січня 2021 року відіграв за московських залізничників 28 матчів в національному чемпіонаті.
В липні 2024 року Жемалетдінов як вільний агент перейшов до столичного ЦСКА.

## Виступи за збірні
2011 року дебютував у складі юнацької збірної Росії (U-16). У 2012 році в її складі взяв участь у Меморіалі імені Віктора Баннікова, де провів чотири матчі і забив один гол, а збірна посіла друге місце, у фіналі поступившись по пенальті збірній України. 
У складі юнацької збірної Росії до 17 років взяв участь у юнацькому чемпіонаті Європи 2013 року, де у першій же зустрічі вразив ворота України. На цьому турнірі Жемалетдінов взяв участь у всіх п'яти зустрічах, в основному виходив на заміну, а його збірна стала чемпіоном Європи. Цей результат дозволив команді поїхати і на юнацький чемпіонат світу 2013 року в ОАЕ, де Жемалетдінов зіграв у 3 матчах, а його команда вилетіла на стадії 1/8 фіналу.
Пізніше він представляв юнацьку збірну Росії до 19 років на юнацькому чемпіонаті Європи 2015 року в Греції, де Росія посіла друге місце, а Рифат зіграв у 4 іграх. Загалом на юнацькому рівні взяв участь у 22 іграх, відзначившись 2 забитими голами. загалом на юнацькому рівні взяв участь у 28 іграх, відзначившись 7 забитими голами.
Протягом 2016—2017 років залучався до складу молодіжної збірної Росії. На молодіжному рівні зіграв в 11 офіційних матчах, забив 4 голи.
30 вересня 2019 року вперше був викликаний в основну збірну на матчі відбіркового турніру Євро-2020 проти Шотландії і Кіпру, але в жодному з них на поле не вийшов.
24 березня 2021 року в матчі відбору до чемпіонату світу 2022 року проти Мальти Рифат Жемалетдінов дебютував у складі національної збірної Росії.
Також брав участь у матчах фінального етапу Євро - 2020.

## Статистика виступів

### Статистика клубних виступів
| Сезон             | Команда              | Чемпіонат         | Чемпіонат | Чемпіонат | Національний кубок | Національний кубок | Національний кубок | Континентальні кубки | Континентальні кубки | Континентальні кубки | Інші змагання | Інші змагання | Інші змагання | Усього | Усього | Усього |
| Сезон             | Команда              | Ліга              | Ігор      | Голів     | Ліга               | Ігор               | Голів              | Ліга                 | Ігор                 | Голів                | Ліга          | Ігор          | Голів         | Ігор   | Голів  |        |
| ----------------- | -------------------- | ----------------- | --------- | --------- | ------------------ | ------------------ | ------------------ | -------------------- | -------------------- | -------------------- | ------------- | ------------- | ------------- | ------ | ------ | ------ |
| 2015–16           | «Локомотив» (Москва) | ПЛ                | 5         | 2         | КР                 | 0                  | 0                  | ЛЄ                   | 1                    | 0                    |               | -             | -             | 6      | 2      |        |
| 2016–17           | «Рубін»              | ПЛ                | 23        | 0         | КР                 | 3                  | 0                  |                      | -                    | -                    |               | -             | -             | 26     | 0      |        |
| 2017–18           | «Рубін»              | ПЛ                | 14        | 2         | КР                 | 2                  | 1                  |                      | -                    | -                    |               | -             | -             | 16     | 3      |        |
| Усього за кар'єру | Усього за кар'єру    | Усього за кар'єру | 42        | 4         |                    | 5                  | 1                  |                      | 1                    | 0                    |               | -             | -             | 48     | 5      |        |

## Титули і досягнення
- Володар Кубка Росії (3):

«Локомотив» (Москва): 2018-19, 2020-21
ЦСКА (Москва): 2024-25
- Володар Суперкубка Росії (1):

«Локомотив» (Москва): 2019
Збірні
- Чемпіон Європи (U-17): 2013